# 5 Colours in Her Hair
5 Colours in Her Hair — дебютный сингл Английской рок-группы McFly. Так же это их первая песня попавшая в топ UK Singles Chart и продержавшаяся там в течение двух недель. Авторами песни являются Том Флетчер, Денни Джонс и их друг из «Busted» Джеймс Борн. Трек особенно известен словами «Doo, Doo, Doo, Doo, Doo, Doo!», звучащими в начале и в конце песни. В целом, сингл провёл 12 недель в UK Singles Chart и достиг № 7 в ирландском чарте.
На написание песни группу вдохновила Suzanne Lee — герой телевизионного сериала As If, носившая цветные дреды.
В 2004 году Песня была номинирована на Запись Года. Но осталась на втором месте, отставши от победителя — «Thunderbirds/3am» в исполнении «Busted», всего на один пункт.
| №  | Название                | Длительность |
| -- | ----------------------- | ------------ |
| 1. | «5 Colours in Her Hair» | 2:58         |
| 2. | «Lola» (feat. Busted)   | 4:13         |

| №  | Название                        | Длительность |
| -- | ------------------------------- | ------------ |
| 1. | «5 Colours in Her Hair»         | 3:00         |
| 2. | «Saturday Nite»                 | 2:48         |
| 3. | «The Guy Who Turned Her Down»   | 3:58         |
| 4. | «5 Colours in Her Hair (Видео)» | 3:00         |

| №  | Название                | Длительность |
| -- | ----------------------- | ------------ |
| 1. | «5 Colours in Her Hair» | 2:58         |
| 2. | «Lola» (feat. Busted)   | 4:13         |

## Позиции в чартах
| Чарт (2004)               | Наивысшая позиция |
| ------------------------- | ----------------- |
| UK Singles Chart          | 1                 |
| UK Chart of the Year 2004 | 32                |
| Irish Singles Chart       | 7                 |